# Bogdan Frankiewicz
Bogdan Frankiewicz (* 3. August 1923 in Kostrzyn Wielkopolski (Kostschin) in Polen; † 2. Juli 2003) war ein polnischer Archivar und Historiker. Er war Leiter der deutschen Abteilung des Archiwum Państwowe w Szczecinie (Staatsarchiv Stettin).

## Leben
Frankiewicz wurde 1923 in Kostrzyn Wielkopolski (Kostschin) in Polen geboren. Nach dem Zweiten Weltkrieg studierte er an der Universität Posen Philologie und Geschichte. Sein Studium schloss er mit der Promotion ab.
Er ergriff den Beruf des Archivars. 1953 ging er nach Stettin an das Archiwum Państwowe w Szczecinie (Staatsarchiv Stettin). Dort wurde er Leiter der deutschen Abteilung des Staatsarchivs und blieb dies bis zu seiner im Alter von 70 Jahren erfolgten Pensionierung. Das Archiv verfügt über umfangreiche Bestände aus der bis 1945 reichenden deutschen Geschichte Hinterpommerns. Frankiewicz veröffentlichte in polnischer und deutscher Sprache zur Archivwissenschaft und zur Geschichte, insbesondere zur Geschichte Pommerns.

## Schriften (Auswahl)
- Bogdan Frankiewicz: Praca przymusowa na Pomorzu zachodnim w latach drugiej wojny światowej. Posen 1969.
- mit Wolfgang Wilhelmus: Selbstachtung wahren und Solidarität üben: Pommerns Juden während des Nationalsozialismus. In „Halte fern dem Lande jedes Verderben…“, Geschichte und Kultur der Juden in Pommern, herausgegeben von Margret Heitmann und Julius H. Schoeps unter Mitwirkung von Bernhard Vogt, Olms Verlag 1995, ISBN 3-487-10074-6.
- Otto Grotefend, Bogdan Frankiewicz (Bearb.): Regestenbuch der Urkundensammlung der Stadt Stettin 1243–1856. Zwei Teile. Archivum Państwowe, Stettin 1996.
- Tadeusz Bialecki, Bogdan Frankiewicz, Ilse Gudden-Lüddeke: Stettin 1945–1946. Szczecin 1945–1946. 2. Auflage. Hinstorff-Verlag, Rostock 1998, ISBN 3-356-00528-6.
- Bogdan Frankiewicz: Szczecinskie cmentarze. Stettiner Friedhöfe. Stettin 2003, ISBN 83-919174-0-1.